# Face the Raven (EP)
Face the Raven är en EP av det brittiska power metal-bandet Power Quest. Den släpptes i september 2016 i egenregi av bandet.
Efter att sångaren Chitral "Chity" Somapala lämnat bandet kort efter utgivningen av albumet Blood Alliance 2011 hade man under två år använt sig av den irländske vokalisten Colin Callanan, men även han lämnade bandet. År 2016 anslöt Ashley Edison som här gjorde sin sångdebut.
Två av spåren på EP:n skulle komma att tas med på bandets nästa (och sista) studioalbum Sixth Dimension.

## Låtlista
1. "Face the Raven" – 5:24
2. "Coming Home (Sacred Land II)" – 4:45
3. "Blood Alliance (2016)" – 9:06

## Medverkande
Musiker
- Ashley Edison – sång
- Gavin Owen – gitarr
- Dan Owen - gitarr
- Paul Finnie – basgitarr
- Steve Williams – keyboard
- Rich Smith – trummor

Bidragande musiker
- Andy Midgley - gitarr
- Alessio Garavello - körsång

Produktion
- Steve Williams – producent
- Alessio Garavello – producent
- Lasse Lammert – mixning, mastering
- Felipe Machado Franco - albumkonst